# Pompea Strabonia
Pompea Strabonia (latino: Pompeia Strabonia; Picenum, ... – ...; fl. 106 a.C. - 74 a.C.) è stata una nobildonna romana, sorella di Gneo Pompeo Magno.

## Biografia
Pompea Strabonia nacque a Picenum, poco dopo il 106 a.C. Era figlia di Gneo Pompeo Strabone e di sua moglie Lucilia, e aveva una sorella e un fratello di poco più grandi, Pompea e Gneo Pompeo. 
Sposò Gaio Memnio, un amico del fratello che combatte per lui in Sicilia nell'81 a.C. e poi servì come questore fra il 76 e il 75 a.C., a cui diede un figlio omonimo, che divenne un ricco uomo d'affari. Rimase vedova nel 75 a.C., quando Memnio morì in battaglia a Sagunto, durante la guerra sertoriana. 
Dopo il periodo di lutto, sposò Publio Cornelio Silla, nipote del defunto dittatore Silla.